# Смирнова, Зоя Ананьевна
Зоя Ананьевна Смирнова (27 июля 1928 — 17 августа 2022) — передовик советской строительной отрасли, бригадир комплексной бригады специализированного управления отделочных работ № 6 строительно-монтажного треста «Костромастрой» Министерства строительства СССР, Герой Социалистического Труда (1981).

## Биография
Родилась в 1928 году в деревне Хохлово, Судиславского района Костромской области в крестьянской семье.
Уже в 13 лет стала работать в колхозе, во время Великой Отечественной войны. В 1945 году завершила учиться в Костромской школе фабрично-заводского обучения. Получила специальность штукатур и стала работать на стройке.
С 1968 по 1988 годы работала бригадиром комплексной бригады специализированного управления отделочных работ № 6 строительно-монтажного треста «Костромастрой» Министерства строительства СССР. Руководимая ею бригада признавалась одной из лучших строительных бригад в области.
Указом Президиума Верховного Совета СССР от 19 марта 1981 года за достижение высоких показателей в строительстве и большой личный вклад в развитие отрасли Зое Ананьевне Смирновой было присвоено звание Героя Социалистического Труда с вручением ордена Ленина и медали «Серп и Молот».
С 1988 года на пенсии.
Была депутатом Костромского городского и районного Советов депутатов, членом Костромского горкома и обкома. Делегат XXIV съезда КПСС.
Проживала в городе Костроме. Скончалась 17 августа 2022 года.

## Награды
За трудовые успехи была удостоена:
- золотая звезда «Серп и Молот» (19.03.1981)
- два ордена Ленина (в том числе 19.03.1981)
- Орден Трудового Красного Знамени
- другие медали.
- Почётный гражданин города Кострома (1987).